# Лудвіка (комуна)
Комуна Лудвіка (швед. Ludvika kommun) — адміністративно-територіальна одиниця місцевого самоврядування, що розташована в лені Даларна у центральній Швеції.
Лудвіка 63-я за величиною території комуна Швеції. Адміністративний центр комуни — місто Лудвіка.

## Населення
Населення становить 25 674 чоловік (станом на вересень 2012 року). 
| Кількість населення комуни Лудвіка за 1970-2010 роки | Кількість населення комуни Лудвіка за 1970-2010 роки | Кількість населення комуни Лудвіка за 1970-2010 роки | Кількість населення комуни Лудвіка за 1970-2010 роки | Кількість населення комуни Лудвіка за 1970-2010 роки |
| ---------------------------------------------------- | ---------------------------------------------------- | ---------------------------------------------------- | ---------------------------------------------------- | ---------------------------------------------------- |
| Рік                                                  |                                                      |                                                      | Населення                                            |                                                      |
| 1970                                                 | 1970                                                 |                                                      | 33 245                                               | 33 245                                               |
| 1975                                                 | 1975                                                 |                                                      | 33 069                                               | 33 069                                               |
| 1980                                                 | 1980                                                 |                                                      | 31 695                                               | 31 695                                               |
| 1985                                                 | 1985                                                 |                                                      | 29 907                                               | 29 907                                               |
| 1990                                                 | 1990                                                 |                                                      | 29 421                                               | 29 421                                               |
| 1995                                                 | 1995                                                 |                                                      | 28 176                                               | 28 176                                               |
| 2000                                                 | 2000                                                 |                                                      | 26 450                                               | 26 450                                               |
| 2005                                                 | 2005                                                 |                                                      | 25 537                                               | 25 537                                               |
| 2010                                                 | 2010                                                 |                                                      | 25 810                                               | 25 810                                               |
| Джерело: SCB                                         |                                                      |                                                      |                                                      |                                                      |

## Населені пункти
Комуні підпорядковано 12 міських поселень (tätort) та низка сільських, більші з яких:
- Лудвіка (Ludvika)
- Ґренґесберґ (Grängesberg)
- Сервік (Sörvik)
- Фредріксберґ (Fredriksberg)
- Нигаммар (Nyhammar)
- Саксдален (Saxdalen)
- Суннанше (Sunnansjö)

## Міста побратими
Комуна підтримує побратимські контакти з такими муніципалітетами:
- Іматра і Контіолагті, Фінляндія
- Бад-Гоннеф, Німеччина

## Галерея

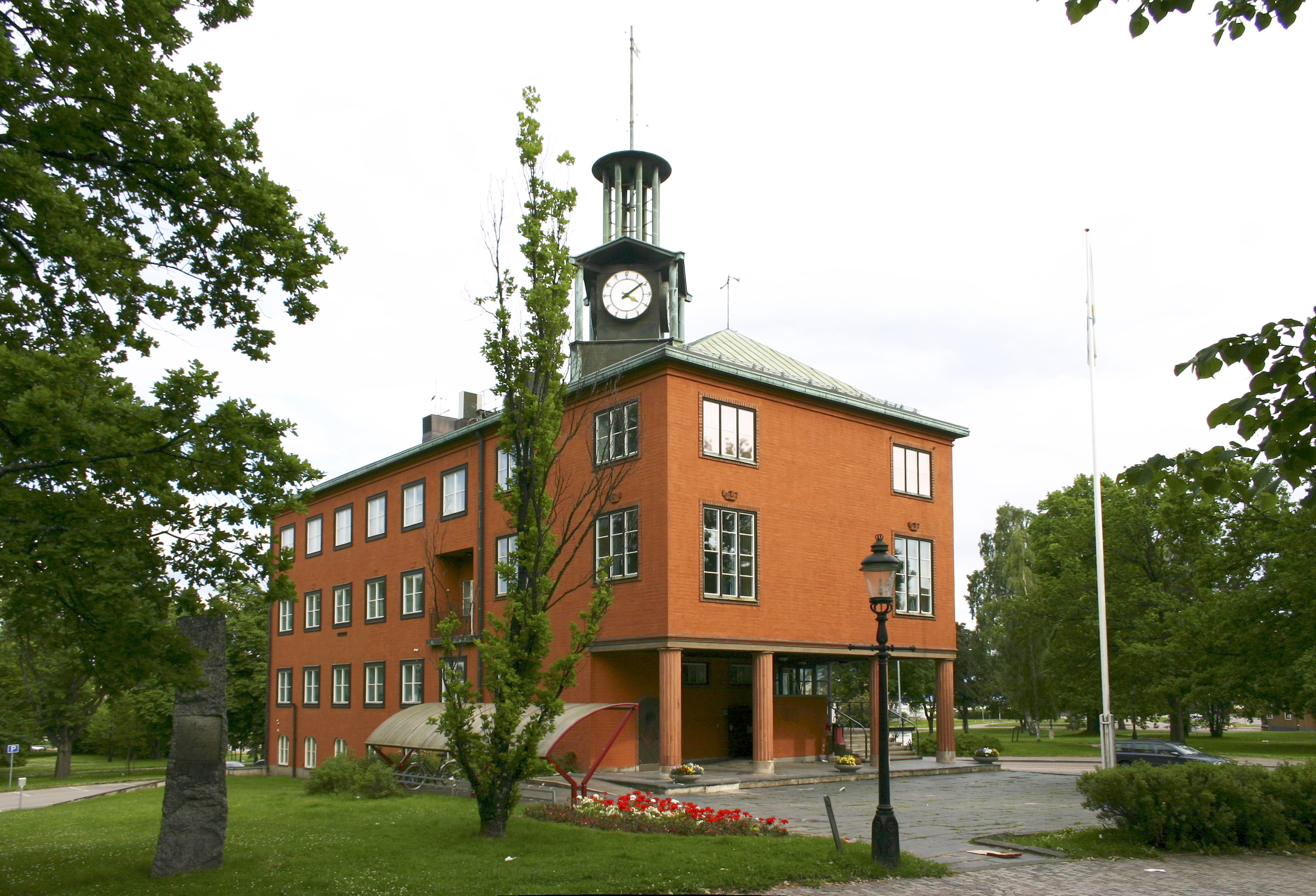
Ратуша (Лудвіка)
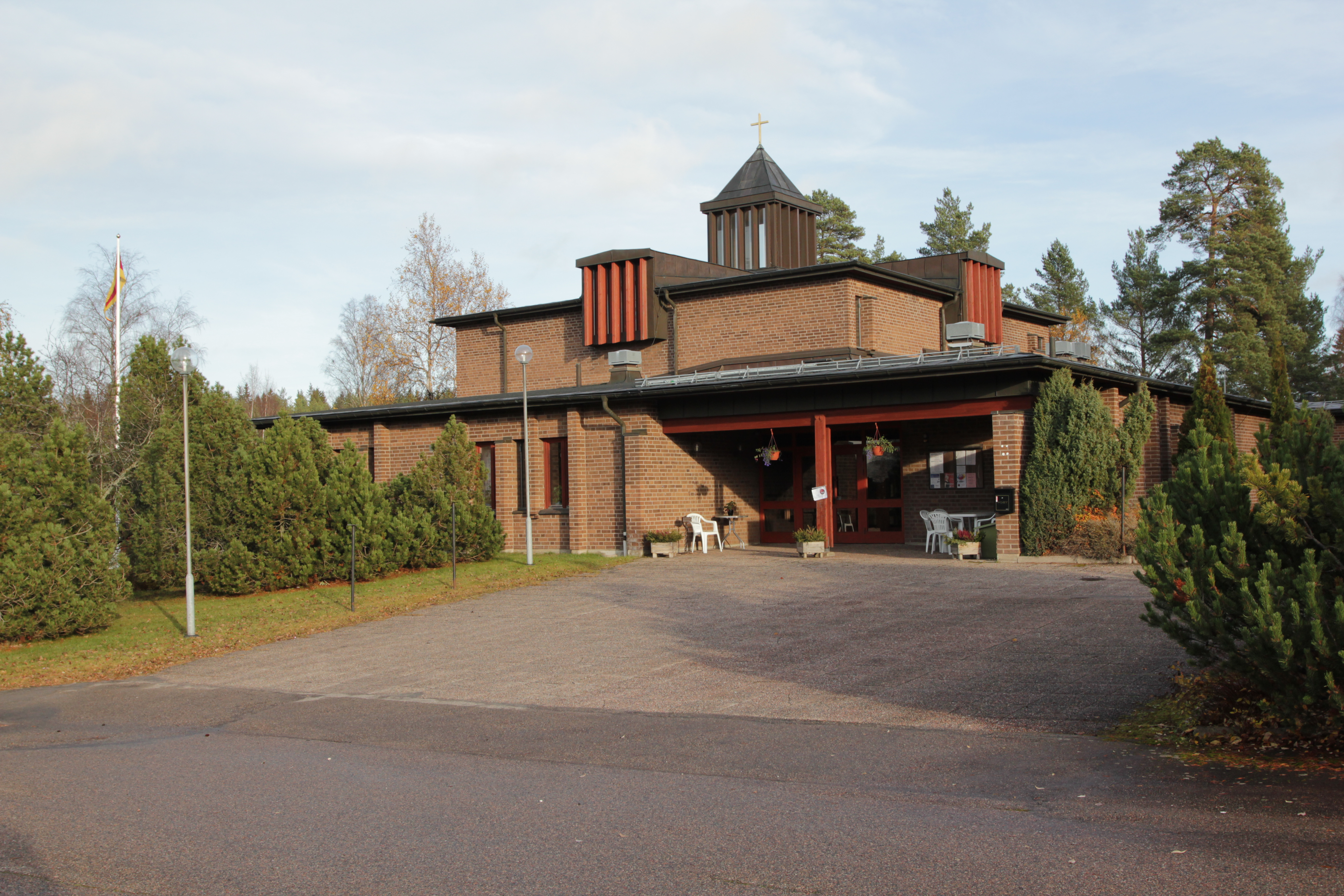
Церква (Ґренґесберґ)
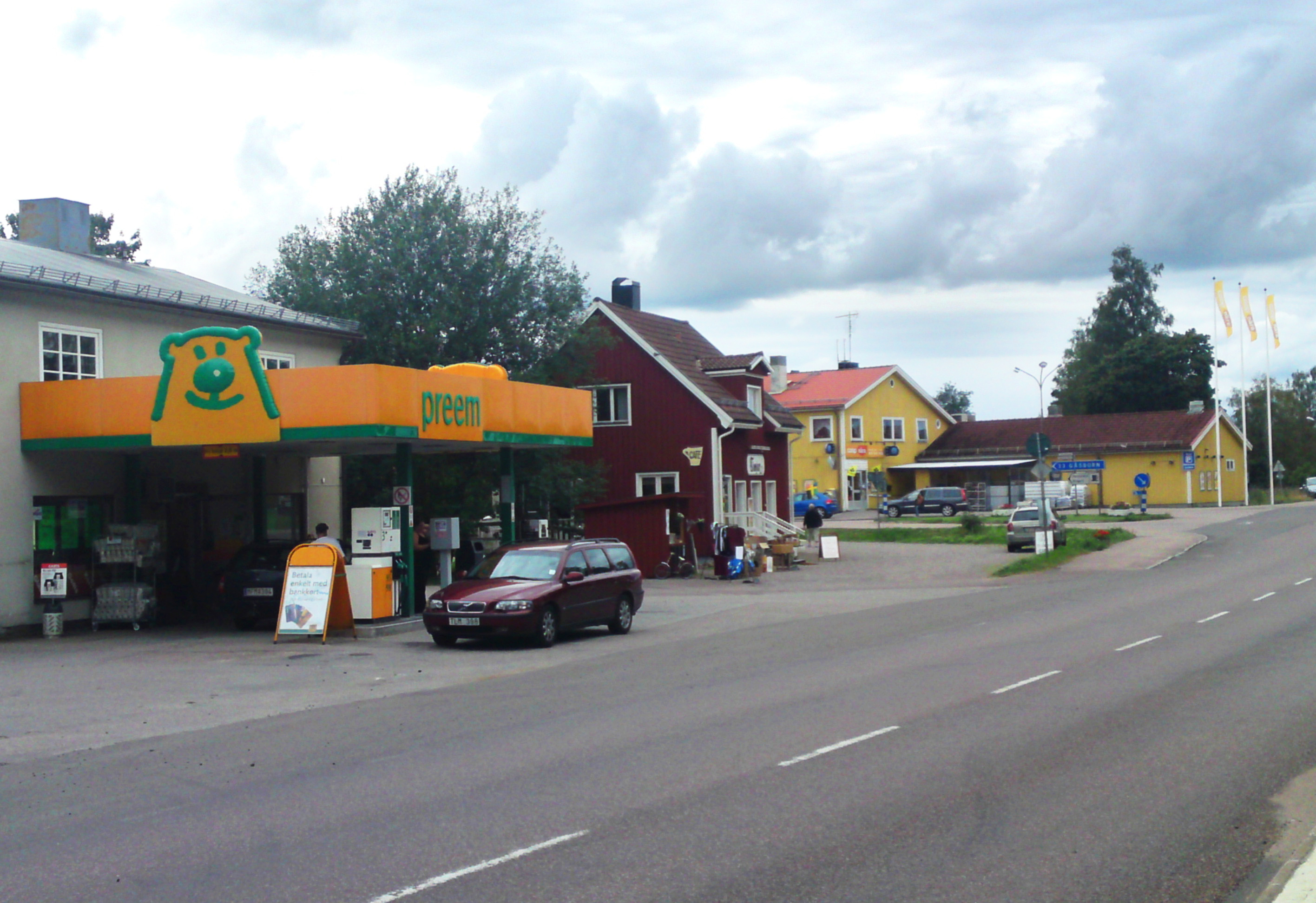
Містечко Фредріксберґ
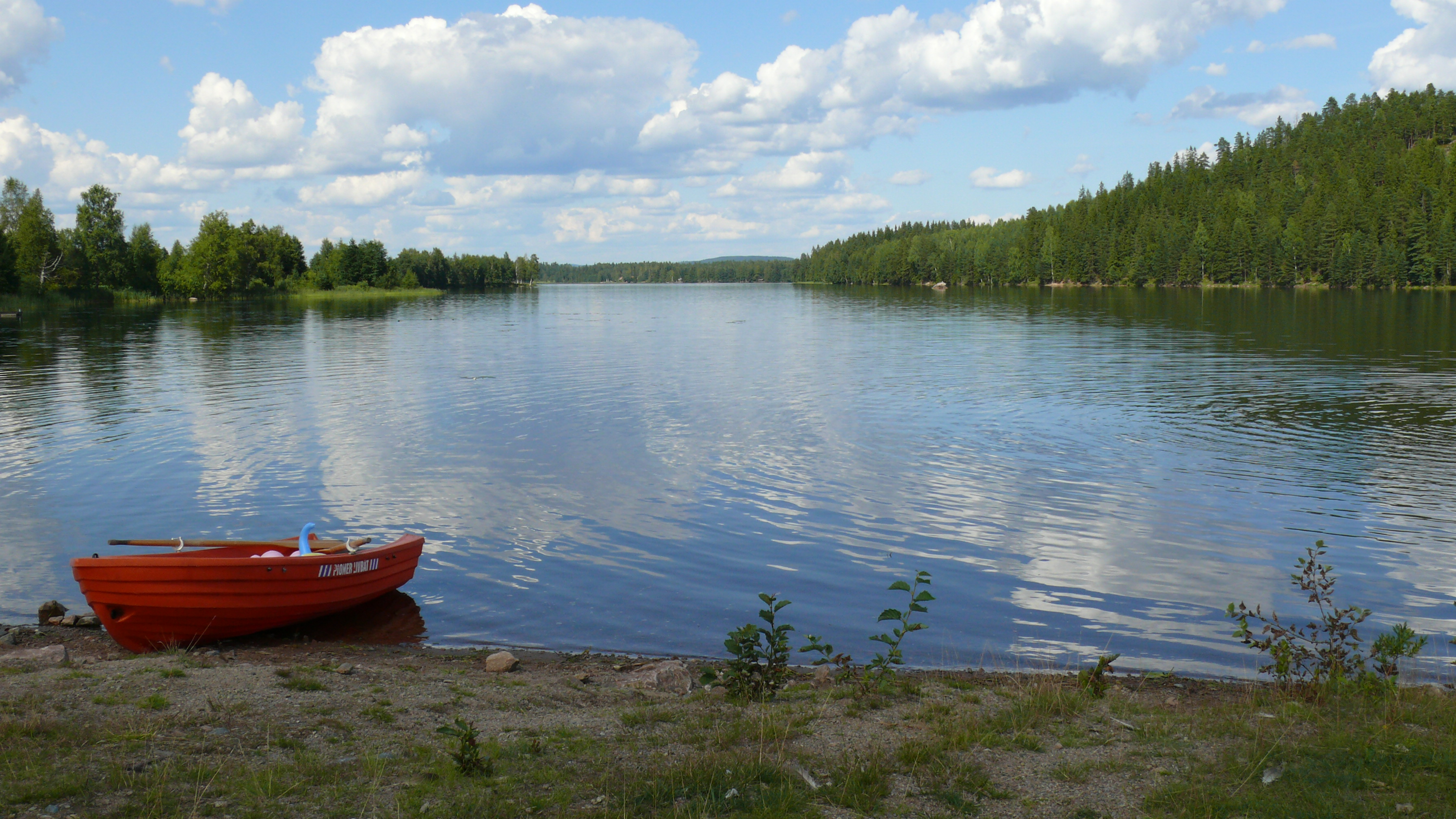
Озеро Саксен

## Виноски
1. ↑  Folkmangd i riket, lan och kommuner (шв.) . Центральне бюро статистики Швеції. Архів оригіналу за 20 серпня 2013. Процитовано 17 лютого 2013.